# Загадочный мир
«Загадочный мир» — немой художественный фильм Евгения Бауэра 1916 года. Фильм не сохранился.

## Сюжет
Фильм рассказывает о клубе «эстетов», весь эстетизм которых сводится к курению гашиша и созерцанию эротических танцев. Один из членов (по другой версии — председатель) этого клуба завёл связь с замужней женщиной, панной Вандой. Муж вызвал его на «американскую дуэль», в которой участники по очереди тянут жребий; кому он выпадет, тот совершает самоубийство. Мужу достаётся роковой жребий. Он впрыскивает себе смертельную дозу морфия и умирает. Однако и после смерти он преследует возлюбленных: его призрак преследует их на всех свиданиях, и таким образом разрушает их отношения.

## Художественные особенности
- В. Вишневский охарактеризовал фильм как «посредственную драму с нарочитым мистическим сюжетом»[3]
- Журнал «Проектор» (1916, № 11—12, стр. 10) оценил фильм невысоко: «Мало ли какие галлюцинации бывают у лиц, отравляющих себя наркотиками? Наоборот, „естественная“ жизнь показана в кинопьесе в каком-то странном освещении: что это за клуб „сверх-эстетов“, у которых весь сверх-эстетизм сводится к созерцанию танца кабаретного жанра?»[4]
- А. Бек-Назаров писал, что фильм «рассказывал о сентиментальной любви некоей панны Ванды к председателю клуба эстетов»[1].